# Белиця (Силістринська область)
Бе́лиця (болг. Белица) — село в Силістринській області Болгарії. Входить до складу общини Тутракан.

## Населення
За даними перепису населення 2011 року у селі проживали 594 особи.
Національний склад населення села:
| Національність   | Кількість осіб | Відсоток |
| ---------------- | -------------- | -------- |
| болгари          | 588            | 99,2%    |
| інша             | 4              | 0,7%     |
| Всього відповіли | 593            |          |

Розподіл населення за віком у 2011 році:
Динаміка населення: